# 46 Hestia
För andra betydelser, se Hestia (olika betydelser).
46 Hestia eller 1935 EY är en asteroid upptäckt 16 augusti 1857 av den brittiske astronomen Norman Robert Pogson i Oxford. Asteroiden har fått sitt namn efter Hestia, en gudinna inom grekisk mytologi.

## Måne?
1981 rapporterade F. Scaltriti m.fl. att det kunde finnas en måne till Hestia.